# Jung Bahadur Rana
Majarash Jung Bahadur Rana (o Jung Bahadur Kunwar (escuchaⓘ) (en nepalí: जङ्गबहादुर कुँवर), GCB, GCSI, (Borlang, Gorkha, 18 de junio de 1817 – Pathargat, 25 de febrero de 1877) fue un gobernante nepalí y fundador de la Dinastía Rana (en nepalí: जङ्गबहादुर राणा). Su verdadero nombre era Bir Narsingh Kunwar pero se hizo célebre por el nombre de Jung Bahadur, dado por su tío materno Mathabarsingh Thapa.
Su madre era hija de Kaji Nayan Singh Thapa, hermano del primer ministro Bhimsen Thapa. Su tío materno era el primer ministro Mathabarsingh Thapa. A través de la influencia de su lado materno, disfrutó de privilegios. Durante su vida eliminó los conflictos entre facciones en la corte, expulsando a sus rivales familiares como los Pandes y los Basnyats, dando paso al inicio de la Dinastía Rana, introduciendo innovaciones hacia la burocracia y el poder judicial, e hizo esfuerzos por "modernizar" Nepal. Es considerado como una de las figuras más importantes en la historia de Nepal, sin embargo, los historiadores modernos también han culpado a Jung Bahadur de instalar la dictadura que reprimió al país durante 104 años, desde 1846 hasta el 1951, y dejó tras de sí una primitiva condición económica. Otros culpan exclusivamente a sus sobrinos, los Shumsher Rana, por el periodo más oscuro que ha vivido ese país. Su gobierno estuvo marcada por la tiranía, la corrupción, la explotación económica y la persecución religiosa.

## Antepasados inmediatos
Su padre, Bal Narsingh Kunwar (aka Bala Narsingh Kunwar), estuvo en la corte, el día en que Rana Bahadur Shah fuese asesinado por su propio medio-hermano Sher Bahadur Shah; como represalia Bal Narsingh lo mató en ese mismo lugar. Por esta acción,  fue premiado con el cargo de Kaji, el cual lo hizo hereditario en su familia, también era la única persona que podía portar armas en la corte. Era el nieto mayor de Ram Krishna Kunwar, un gran dirigente militar en la época del rey Prithvi Narayan Shah.  A través de su madre Ganesh Kumari,  estuvo relacionado con la poderosa familia del primer ministro Bhimsen Thapa, el cual le ayudó a ingresar a la corte real siendo joven.
A través de su abuela materna, también tuvo relaciones con la poderosa familia Pande, como su abuela materna Rana Kumari era la hija del Kaji Ranajit Pande, un influyente miembro de la corte real.

## Primeros años
Se unió al servicio militar (1832–1833) a la edad de 16 años. Al ser nieto materno de Bhimsen Thapa,  perdió su trabajo y su propiedad cuándo este último cayó. Después de vagar en el norte de la India por varios años,  regresó a Nepal como capitán de artillería en 1840. En noviembre de 1841, se le preguntó si deseaba unirse a la escolta del rey, y en enero de 1842 comenzó a trabajar como Kaji en el palacio. Cuándo su tío materno Mathbar Singh Thapa regresó al poder, Jung Bahadur ascendió con él.  Sin embargo, a Mathbar Singh no le agradaba las ambiciones de su sobrino y lo degradó a un cargo menor en el estado de presunto heredero. Cuándo Fateh Jung Chautaria llegó al poder, Jung Bahadurpaso a ser número cuatro en la jerarquía del gobierno de coalición y se esforzó en halagar a la reina, mientras que el general Gagan Singh Bhandari, no mostraba signos de ambición. Una carrera oportunista,  que estaba listo y esperando, cuándo llegó el momento de actuar en la masacre de Kot.
La reina Rajya Lakshmi Devi, la esposa favorita del rey Rajendra Bikram, no estaba complacida con el nuevo primer ministro. Conspiró para asesinar a Jung Bahadur Kunwar y llevar a su hijo al trono. La conspiración de Basnyat, llamado así porque muchos de sus participantes pertenecieron a una de las últimas familias nobles más importantes, los Basnyat, quienes fueron traicionados y sus cabecillas fueron arrestados y ejecutados en 1846 en Bhandarkhal Parva. Una reunión de líderes notables, que en su mayoría eran partidarios de Rana encontraron a la reina culpable de complicidad en la trama, despojandóla de sus poderes, y siendo enviada al exilio en Banarés junto con el rey Rajendra. El rey todavía tenía delirios de grandeza y comenzó a planear su regreso desde la India. En 1847 Jung Bahadur informó las tropas de las actividades de traición del rey exiliado, anunció su destronamiento, y llevó al hijo de Rajendra al trono como Surendra Bikram Shah (1847–81). Rajendra fue capturado ese mismo en el Tarai y llevado como prisionero a Bhaktapur, donde pasará el resto de su vida bajo arresto domiciliario.
A partir de 1850, Bahadur ya había eliminado a todo sus principales opositores, instalando su propia candidatura en el trono, designado a sus hermanos y amigos a todos los cargos de importancia, y aseguró que las principales decisiones administrativas fueran hechas por él como primer ministro. En este punto,  tomo la medida sin precedentes de hacer una gira por Gran Bretaña, Francia y Egipto saliendo desde Calcuta en abril de 1850 y regresando a Katmandú en febrero de 1851. A pesar de que intentó, sin éxito, de realizar acuerdos con el gobierno británico mientras estuvo allí, el resultado principal de la visita fue un notable aumento en las relaciones comerciales entre los británicos y Nepal. Reconociendo el poder la Europa industrializada,  se convenció de que cooperar con los británicos era la mejor manera de garantizar la independencia de su país. A partir de entonces, la arquitectura, la moda, y los muebles europeos se hicieron cada vez más frecuentes en Katmandú y en general, entre la aristocracia nepalesa.

## Muluki Ain
Como parte de sus planes de modernización, Jung Bahadur encargó dirigir administradores e intérpretes de textos en dharma, para revisar y codificar el sistema legal de la nación en un cuerpo único de leyes, un proceso que no había sido llevado a cabo desde el siglo XVII bajo el gobierno de Ram Shah de Gurkha. El resultado fue el Muluki Ain de 1854, compuesto por 1.400 páginas, una colección de procedimientos administrativos y jurídicos para interpretar asuntos civiles y penales, la recaudación de impuestos, relaciones entre terratenientes y campesinos, conflictos entre castas, matrimonio y derecho familiar. En contraste con el sistema anterior, el cual permitía la pena de muerte o la mutilación corporal para una amplia gama de delitos, el Muluki Ain lo limitó de manera severa (sin abolir el castigo corporal). Por ejemplo, el viejo sistema daba un amplio marge para la venganza de sangre por las partes perjudicadas, como maridos engañados, pero el Muluki Ain restringió tales oportunidades. Fueron sustituidad con la confiscación de propiedad o la prisión preventiva. Fue prohibido el uso de la tortura para obtener confesiones. Las condenas más estrictas fueron establecidas para los que abusan del poder judicial y también para aquellas personas acusadas de corrupción. Había estatutos de limitaciones para las acciones judiciales. Las diferencias de las condenas en relación con la casta perteneciente se mantuvieron, en la que las castas más altas (por ejemplo los Brahmanes) se les absolvía de los castigos corporales y las fuertes multas, mientras que los miembros de la casta baja sufrían por los mismos delitos. Esta distinción esta en consonancia con el enfoque tradicional de los sastras dharma, o los antiguos tratados legales.

## Control de Nepal

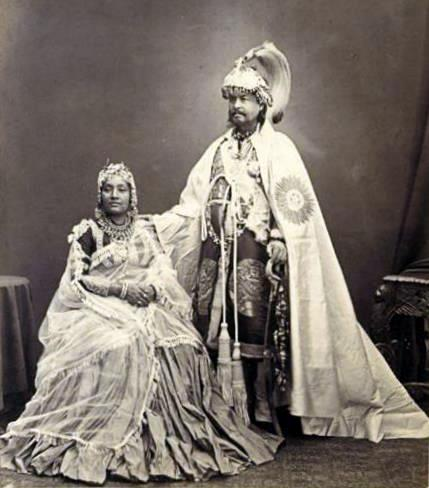
Majarash Jung Bahadur y Maharani Hiranyagarva 1864.

Después de que Jung Bahadur visitara a Europa  tomó medidas para aumentar su control sobre el país. Redujo el poder del rey de Nepal al punto de llegar a ser prisionero de su propio palacio, rodeado por los agentes del primer ministro, siendo restringido y supervisado en todo momento. Nadie fuera de la familia real podía ver al rey sin la autorización del primer ministro. Todas las comunicaciones en el nombre del rey fueron censuradas, y se le permitió solo aprobar literaturas. En 1856 el rey emitió un decreto real (sanad) que formalizó el dominio de la familia Kunwar. Había tres disposiciones principales en este documento crucial. En primer lugar, el primer ministro tenía autoridad completa en toda la administración interna, incluyendo asuntos civiles, militares, y judiciales, y todas las relaciones extranjeras, incluyendo la facultad de hacer la guerra y la paz. En segundo lugar, Jung Bahadur ejerció como gran rey (maharash) de los distritos de Kaski y Lamjung, en efecto, sirviendo como su gobernante independiente. El Shah conservó el título de Maharajadhiraja (Rey Supremo) y el derecho de utilizar el término honorífico Sri cinco veces con su nombre. El primer ministro podría utilizar el sri tres veces con su nombre. De esta manera, Bahadur estuvo al borde de tomar el trono, pero solo logró que su familia fuese la segunda más poderosa, siendo únicamente superada por la familia real, permaneciendo como símbolo de la nación. Finalmente, se establecieron disposiciones para que el cargo de primer ministro fuese hereditario. Sus hermanos y luego sus hijos heredarían el cargo, en orden de edad. Estas disposiciones significaron la dictadura de la familia Kunwar, una monarquía virtual dentro de otra monarquía, cuyo cargo pasa por sus familiares por generaciones, sin mecanismo legal para cambiar el gobierno. Más tarde, Jung Bahadur desarrolló pergaminos oficiales de sucesión que clasifica a todos sus descendientes en relación con sus derechos hereditarios para el puesto de primer ministro.
Jung Bahadur selló el acuerdo con la dinastía Shah de arreglar matrimonios entre sus herederos y la casa real. En 1854, su hijo mayor Jagat Jung (8 años en entonces) se casó con la hija mayor (seis años en entonces) del rey Surendra. En 1855 su segundo hijo se casó con la segunda hija del rey. La prueba definitiva fue aprobada en 1857, cuándo el presunto heredero Trailokya Bir Bikram Shah Deva se casó con la tercera hija de Jung Bahadur. Uno de los hijos de este matrimonio, Prithvi Bir Bikram Shah, ascendió al trono en 1881.

## Relaciones internacionales

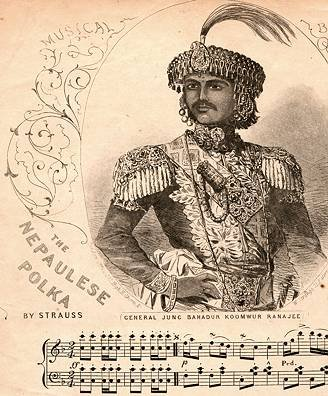
Majarash Jung en Londres, 1850

Nepal empezó a experimentar algunos éxitos en relaciones internacionales durante el mandato de Jung Bahadur. En el norte, las relaciones con el Tíbet había sido mediadas a través de China desde la derrota de Nepal en 1792, y los embajadores de su país durante el siglo XIX tenían que realizar un arduo viaje a Beijing cada cinco años con productos locales como tributo al emperador Qing. Durante 1854, sin embargo, China estaba en déclive y había caído a un prolongado periodo de conflictos, incluyendo la Rebelión Taiping (1851–1864), las rebeliones de grupos étnicos musulmanes al norte del Tíbet, y la guerra con las potencias europeas. La misión nepalesa a Beijing en 1852, justo después de la muerte del sexto Panchen Lama, fue presuntamente maltratado por el Tíbet. Debido a esta ofensa, el gobierno nepalés envió una carta de protesta a Beijing y a Lhasa perfilando varias quejas, incluyendo los excesivo deberes de las aduanas en el comercio nepalés. En 1855 tropas nepalesas invadieron el Kuti y Kairang áreas. El nepalés-Tibetan la guerra durada para sobre un año, con éxitos y fracasos en ambos lados, hasta un tratado negociado por el residente chino y ratificado en Marcha 1856 dio deber de mercaderes nepaleses-privilegios de comercio libre, forzó Tíbet para pagar un tributo anual de 10,000 rupias a Nepal, y dejó un residente nepalés en Lhasa. A cambio, Nepal dejó beneficios territoriales y #estar que lo, así como Tíbet, quedaría un afluente tema estatal a China. Cuando la dinastía Qing se desintegró a finales del siglo, este estado tributario caducó, e incluso Tíbet empezó a deshacerse de su subordinación.
Jung Bahadur fue el primer rajá y primer ministro en obtener honores estatales en la corte de la reina Victoria en 1850. Nepal y Gran Bretaña se convirtieron en fuertes aliados después del regreso de Bahadur a su país desde Inglaterra.
El estallido de disturbios en el sur también permitió al ejército nepalés, que tomarán un rol más activo en asuntos internacionales. La rebelión de la India de 1857, comenzó en mayo de 1857, fue una serie de alzamientos realacionados a lo largo del norte de la India, que amenazaba con derribar el poder de la Compañía Británica de las Indias Orientales. Las revueltas comenzaron con motines generalizados en el ejército de la compañía, y se extendió incluyendo a revueltas campesinas y alianzas de la antigua aristocracia mogol contra el extranjero. La mayoría de las principales ciudades occidentales de Bengala cayeron en mano de los rebeldes, y el envejecido emperador mogol, Bahadur Shah II, fue proclamado líder de una revolución nacional. Al principio hubo cierto temor entre los círculos británicos de que Nepal estaría del lado de los rebeldes y cambiar el rumbo de manera irrevocable contra la Compañía, pero Jung Bahadur demostró ser un aliado leal y fiable. En aquel punto, inmediatamente después de las hostilidades en el Tíbet, el ejército de Nepal había aumentado a 25.000 soldados. Jung Bahadur envió varias columnas adelante y luego marchó con 9.000 soldados hacia el norte de la India en diciembre de 1857. Encabezando un ejército de 15.000 soldados,  luchó en varias batallas duras y ayudó a los británicos en sus campañas alrededor de Gorakhpur y Lucknow. El primer ministro regresó a Nepal triumfante en marzo de 1858 y continuó cooperando con los británicos británico en erradicar a los "rebeldes" quienes habían sido desplazados durante el caos y buscaron refugio en el Tarai.
Después de que la rebelión Sepoy había sido aplastada, Gran Bretaña aboliera la Compañía Británica de las Indias Orientales y tomando el control directo en la India en 1858, Nepal recibió una recompensa por su lealtad. Secciones occidentales del Tarai que habían sido cedidas a través del Tratado de Sugauli en 1816 fueron devueltas. De ahora en adelante, los británicos eran firmes partidarios del gobierno de Jung Bahadur, y Nepal más tarde se convirtió en una fuente importante de reclutas militares para el ejército británico.
En 1858, el rey Surendra le otorgó a Jung Bahadur Kunwar el título honorífico de Rana, un antiguo título que denota la gloria marcial utilizada por los Rajput del norte de la India. Luego convirtió a Jung Bahadur Rana, y los futuros primeros ministros descendientes de su familia añadiendo su propio nombre en honor a sus logros. Su línea llegó a ser conocida como la casa de los Ranas. Jung Bahadur permaneció como primer ministro hasta 1877, suprimiendo las conspiraciones y las revueltas locales, y disfrutando de los frutos de sus primeros éxitos. Ejerció un poder casi ilimitado en los asuntos internos, tomando para su propio uso cualquier fondo disponibles en el tesoro del gobierno. Viva en el mayor estilo de un príncipe nativo anglicanizado en el Raj británico, a pesar de que a diferencia de los príncipes hindúes, este era el gobernante de una nación verdaderamente independiente, siendo más un aliado que un subordinado de los británicos.

## Apellido

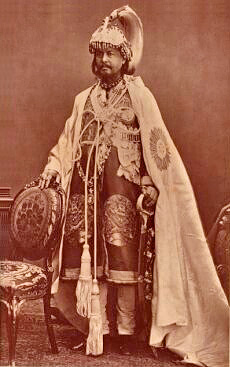
Primer ministro Jung Bahadur Rana en 1877.

Su hijo mayor era el Gen. Jagat Jung, conocido como "Mukhiya Jarnel".  Su nieto mayor e hijo mayor del Gen. Jagat Jung fue el Gen. Yuddha Pratap Jung, conocido como "Naati Jarnel".  Sus descendientes actualmente viven en Manohara, Katmandú.
La mayoría del apellido de las personas, quiénes llevan el nombre del medio y último 'Jung Thapa', se puede remontar al Coronel Gajraj Singh Thapa. El coronel Thapa era el yerno mayor de Jung Bahadur. Estuvo casado con la hija mayor de Jung Bahadur, Maharajkumari Badan Kumari Rana. 

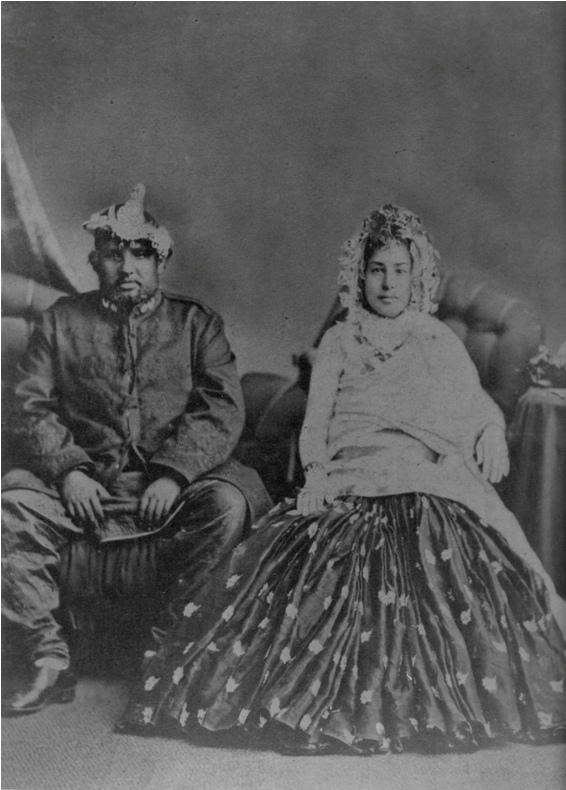
Gajraj Singh Thapa y su esposa (hija mayor de Jung Bahadur Rana).

Se dice que Jung Bahadur insistió personalmente a su yerno, reemplazar el segundo nombre de los hijos de Thapa a Jung de Singh en un intento de prevalecer su propio nombre. A partir de entonces, el único hijo del coronel Thapa fue nombrado Harka 'Jung' Thapa; el antepasado de todos los Jung Thapas del hoy. Sin embargo, en el contexto actual es importante de entender que incluso los Thapas comunes han empezado a dar el segundo nombre Jung a sus hijos y esto no significa que poseen el apellido de Jung Bahadur.
Actualmente si alguien lleva el nombrede Shumsher Jung Bahadur Rana, entonces provienen del apellido de Dhir Shumsher (hermano menor de Jung Bahadur) de quién su hijo Bir Shumsher cometió el golpe de Estado de 1885 asesinando la mayoría de los hijos de Jung Bahadur y forzando a los que sobrevivieron, así como, el príncipe general Dhoj Narsingh Rana (hijo adoptado del infértil Primer ministro Ranodip Singh) a buscar refugio en la India. Los descendientes de Jung y Ranodip viven hasta el día de hoy en el norte de la India (principalmente en Dehradun, Prayagraj y Udaipur) y Toronto, Ontario, Canadá, algunos regresaron a Nepal y vivir en Katmandú, Nepalgunj y Pokhara. 
Actualmente si alguien lleva el nombre de Bikram Rana son los descendientes del hermano mayor de Junga Bahadur, Majarash Gen.Bhakta Bikram Rana quién es ampliamente conocido como General Buda ( Viejo General). Su hijo mayor, Gen.Rishi Bikram Rana representó al ejército nepalés en la Segunda Guerra Mundial. 
Otra rama de los descendientes de Jung Bahadur es desde dos de sus hijos, el Gen. Ranabir Jung y el Comandante en jefe Gen. Padma Jung Bahadur Rana KIH Medalla dorada 1877, quién fue escoltado hacia Prayagraj. Más tarde, Ranabir Jung intentó reclamar su cargo, después de haber formado un ejército, pero sus planes fracasaron y finalmente murió en combate. Los descendientes de Ranabir Jungs con el título de Bir Jung Bahadur viven en Katmandú, Dehradun, Delhi, Kolkata, Australia y en el Reino Unido.
Descendientes de Jung Bahdur residen en Prayagraj, Nepalgunj, Dehradun, Katmandú, Nueva York, Australia y el Reino Unido. Más tarde, Bahadur escribió el libro llamado "Biografía de Sir Jung Bahadur" el cual fue publicado a inicios del 1900 en la India.
Sus hijos y los nietos combatieron y lideraron ejércitos en lugares como Francia, Italia, Afganistán, Birmania, Flanders, Egipto, Mesopotamia y Wazirstán durante la Primera Guerra Mundial y la Segunda Guerra Mundial y un largo historial de medallas ganadas.

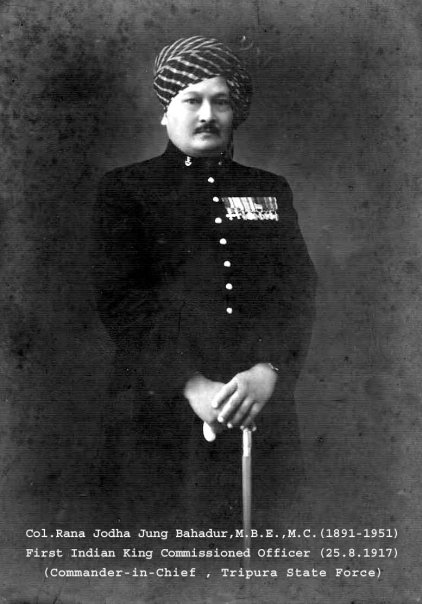
Comandante en Jefe del ejército Tripura de la Primera Guerra Mundial, Coronel Jodha Jung Bahadur Rana (Hijo del Comandante en Jefe Maharajkumar Padma Jung Bahadur Rana y nieto del Majarash Sir Jung Bahadur Rana).

El nieto de Jung Bahadur (hijo del Maharajkumar Gen. Padma Jung) fue el primer hindú de origen nepalí en ser entrenado como oficial al mando de la Real Academia de Sanhurst. Estuvo a cargo de uno de los primeros comisionados oficiales al mando del rey. Más tarde pasó a ser Comandante en Jefe del ejército Tripura y se retiró como coronel del Raj británico. Luchó valientemente en la Primera Guerra Mundial. En la Batalla de Loos  luchó con valentía y recibió cinco heridas de bala en su cuello y en el hombro superior. Fue condecorado con muchas medallas y honores durante su larga carrera militar. Su nombre era Rana Jodha Jung Bahadur.
Durante la Primera Guerra Mundial en la Batalla de Loos, en el MID de British Military London News, se mencionó lo siguiente: "Rana Jodha Jang Bahadur, quién, a pesar de estar herido, continuó dirigiendo sus hombres contra los alemanes, y no desistió hasta una segunda herida en el cuello dejandólo inconsciente. El Rana mostró gran tenacidad, liderazgo y notable gallardía por liderar su compañía hasta las defensas alemanes encarando el fuego pesado"
Sus títulos leían: Comandante en Jefe Fuerzas Estatales Tripura, Col. Rana Jodha Jung Bahadur, MBE; MIC, MID, GSM, Victoria, Júbilo, Guerra y Medallas de Coronación; KCIO 1.º Comisionario Oficial del Rey.
Las hijas, nietas y bisnietas de Padma Jung, se han casado con varios Majarash de Príncipados estatales hindúes. Su propia hermana fue Reina de Nepal (casado con Sree-Panch Maharajdhiraj Trilokya). Del mismo modo que muchos de sus hijos, nietos y bisnietos estuvieron casados con varias princesas de la casas reales hindúes. Bahadur Rana inició el proceso de casar damas y caballeros Rana a las casas reales hindúes a mediados del siglo XIX. Continuó el proceso de casar a sus hijos e hijas hasta finales del siglo XIX.
Una de sus bisnietas, Sita Rani Devi, es Rajmata del ya extinto Principado estatal de Makrai. Otra bisnieta es Geeta Rani Rana, quién está casada con Late Thakuri Prachanda Singh del ex-Principado estatal de Tulsipur.
Gobernantes actuales titulares de antiguos reinos y estados como el Reino de Nepal, Jajorkot, Bajhang y príncipados estatales como Jhalai, Jubbal, Bagribari, Tripura, Oel Kaimara, Khairagarh, Rajgarh, Tehri-Garhwal, Khajurgaon Thalrai, Benaras, Ramnagar, Mayurbanj, Poonch, Sikar y muchos otros estados comparten una descendencia directa con Jung Bahadur Rana.
Kunwar Nakul Bikram Shah De Tehri-Garhwal, es un descendiente directo de Jung Bahadur Rana. Su tatarabuela era la hija de Padma Jung Bahadur Rana.

## En la cultura popular
- La película nepalí "Basanti" refleja la vida de Gagan Singh Bhandari y la Masacre de Kot. Jung Bahadur Rana fue interpretado por el actor nepalí Niraj Thapa.
- La película "Seto Bagh" está basado en la vida de Jung Bahadur. La película está basada en la novela homónima de Diamond Shumsher Rana. El actor B.S. Rana interpretó el papel de Jung Bahadur Rana.

## Títulos
- 1817-1835: Jung Bahadur Kunwar
- 1835-1840: Subteniente Jung Bahadur Kunwar
- 1840-1841: Capitán Jung Bahadur Kunwar
- 1841-1845: Capitán Kaji Jung Bahadur Kunwar
- 1845-1848: Mayor general Kaji Jung Bahadur Kunwar
- 1848-1856: Mayor general Kaji Jung Bahadur Kunwar Rana
- 1856-1857: General Kaji Jung Bahadur Kunwar Rana, Majarash de Lamjung y Kaski
- 1857-1858: Su alteza Comandante-General Jung Bahadur Kunwar Rana, Majarash de Lamjung y Kaski
- 1858-1872: Su alteza Comandante-General Sir Jung Bahadur Kunwar Rana, Majarash de Lamjung y Kaski, GCB
- 1872-1873: Su alteza Comandante-General Sir Jung Bahadur Kunwar Rana, T'ung-ling-ping-ma-Kuo-Kang-wang, Majarash de Lamjung y Kaski, GCB
- 1873-1877: Su alteza Comandante-General Sir Jung Bahadur Kunwar Rana, T'ung-ling-ping-ma-Kuo-Kang-wang, Majarash de Lamjung y Kaski, GCB, GCSI

## Honores
- Espada del Honor de Napoleón III (1851)
- Medalla al Servicio General de la India(1854)
- Orden del Baño (GCB) (1858)
- Medalla del Motín de la India (1858)
- Orden de la Estrella de la India (GCSI) (1873)
- Medalla Príncipe de Gales (1876)